# Ременная мышца шеи
Ременная мышца шеи ( от лат. m. splenius colli ) берёт начало от остистых отростков 3-го — 5-го грудных позвонков, идёт вверх и снаружи и прикрепляется на задних бугорках поперечных отростков 2-го — 3-го верхних шейных позвонков.
Прикрыта трапециевидной и верхней задней зубчатой мышцами.

## Функция
При двустороннем сокращении разгибает шейную часть позвоночника, при одностороннем сокращении мышца поворачивает шейную часть позвоночника в свою сторону.

## Дополнительные изображения

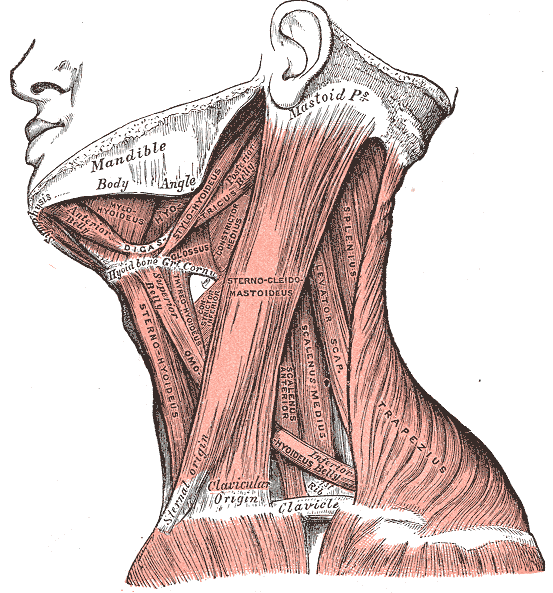
Мышцы шеи (вид сбоку).
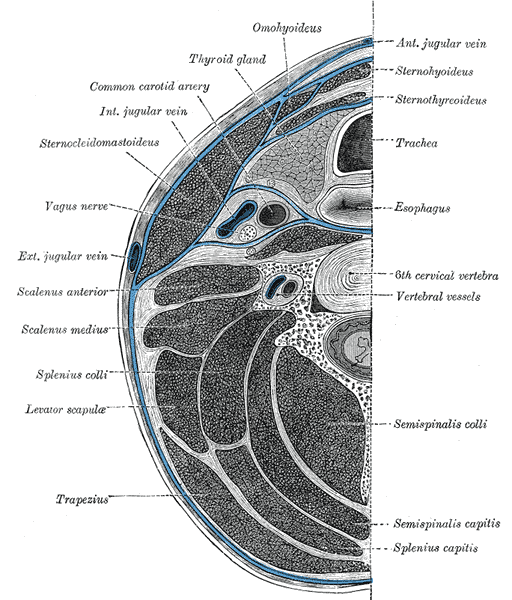
Горизонтальный распил на уровне 6-го шейного позвонка.